# Grzybowski Bay
Die Grzybowski Bay (englisch für polnisch Zatoka Grzybowskiego) ist eine Bucht an der Johannes-Paul-II.-Küste von King George Island im Archipel der Südlichen Shetlandinseln. Sie liegt zwischen dem Stigant Point und dem Musialski Point.
Polnische Wissenschaftler benannten sie 1984 nach dem Ingenieur Jozef Grzybowski, Leiter eines Hubschrauberteams auf King George Island bei der von 1980 bis 1981 durchgeführten polnischen Antarktisexpedition.